# (8162) 1990 SK11
A (8162) 1990 SK11 a Naprendszer kisbolygóövében található aszteroida. Henry Holt fedezte fel 1990. szeptember 16-án.